# ميلاد سالم
ميلاد سالم هو لاعب كرة قدم أفغاني في مركز الوسط، ولد في 3 مارس 1988 في كابل في أفغانستان. شارك مع منتخب أفغانستان لكرة القدم. أما مع النوادي، فقد لعب مع فيهين فيسبادن ونادي أوسنابروك وهولشتاين كيل.

## وصلات خارجية
- ميلاد سالم على موقع قاعدة بيانات كرة القدم.إي يو (الإنجليزية)
- ميلاد سالم على موقع ناشيونال فوتبول تيمز (الإنجليزية)
- ميلاد سالم على موقع Soccerway.com (الإنجليزية)
- ميلاد سالم على موقع عالم كرة القدم.نت (الإنجليزية)